# اتحاد البوسنة والهرسك لكرة القدم
تأسس اتحاد البوسنة والهرسك لكرة القدم في عام 1992م وانضم إلى الإتحاد الدولي لكرة القدم في 1996م وانضم إلى الاتحاد الأوروبي لكرة القدم في 1996م.